# Milka Ternina

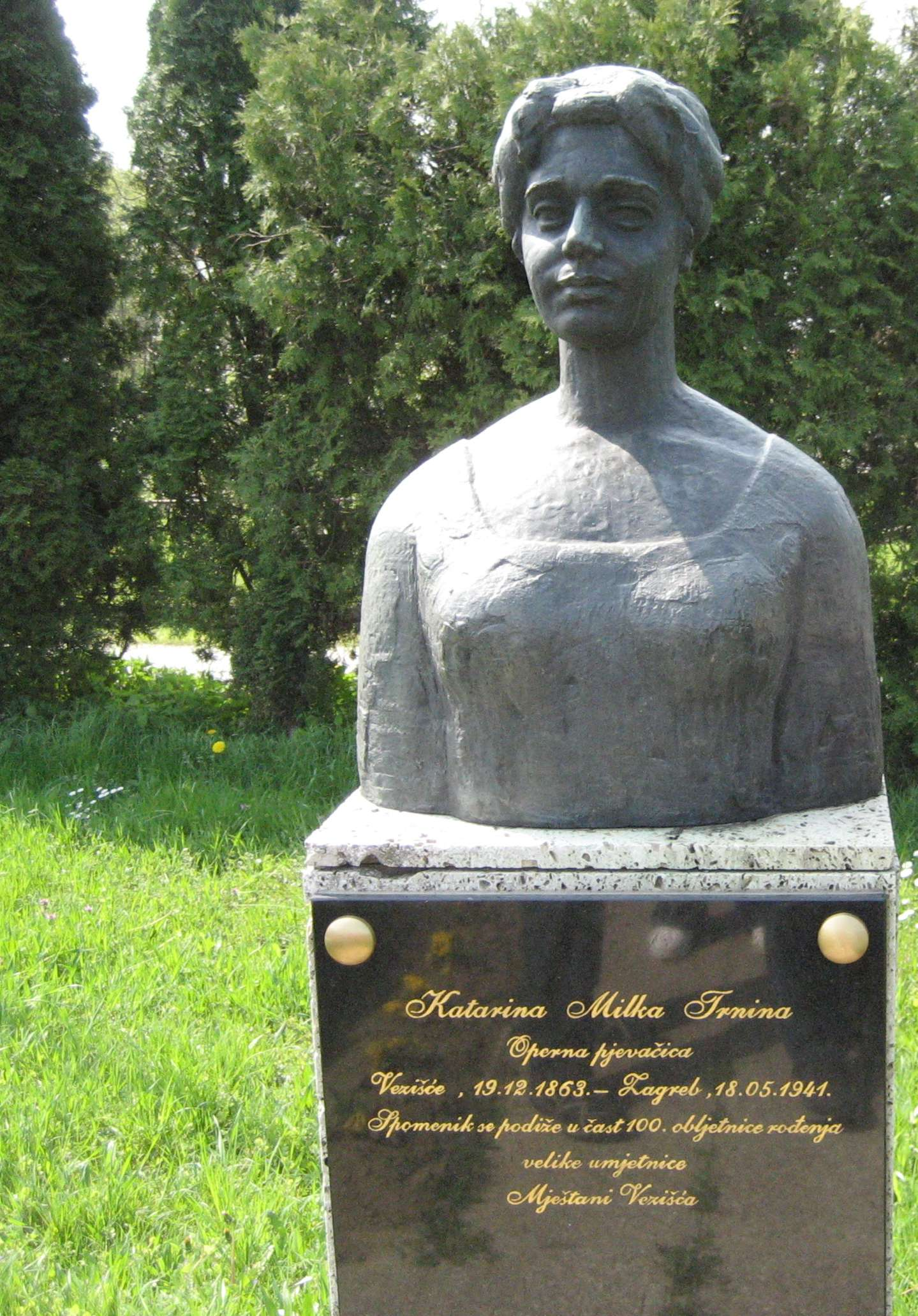
Busto de Milka Ternina em Vezisce

Milka Ternina ou Milka Trnina ou Milka Trenina (Vezišće, 19 de dezembro de 1863 — Zagreb, 18 de maio de 1941) foi uma cantora lírica (soprano) croata.
Milka Ternina estudou canto com Ida Winterberg em Zagreb e com Joseph Gänsbacher em Viena. Estreou em ópera ainda quando estudava em Zagreb, cantando Amelia em uma produção de Un ballo in maschera de Giuseppe Verdi. Anton Seidl logo a recomendou para substituir Katharina Klafsky como principal soprano da opera em Bremen. Foi contemporânea e possível rival de Lilli Lehmann.
Ternina trabalhou com a ópera real de Munique em 1890; por uma década teve a reputação de intérprete de destaque das obras de Richard Wagner. A sua estréia nos Estados Unidos da América aconteceu em Boston em 1896, quando cantou Brünnhilde em Die Walküre com a Damrosch Opera Company. Em 1898 estreou em Londres como Isolda em Tristan und Isolde; em 1899 Kundry em Bayreuth. Em 27 de janeiro de 1900, Ternina triunfou como Elisabeth no Metropolitan Opera em Tannhäuser. Durante subseqüente associação com a companhia ela foi a primeira Kundry na América; como esta performance foi contra o manifesto desejo da família Wagner, ela foi denunciada e nunca mais convidada a Bayreuth. Ternina também cantou o papel título na estréia americana de Tosca (Giacomo Puccini).
Em 1906 Ternina sofreu um ataque de paralisia, o que levou à sua aposentadoria no auge da carreira. Por um ano ela deu aulas de canto no Institute of Musical Art em Nova Iorque, após o que ela se aposentou completamente e voltou a Zagreb, lá falecendo em 1941. Recebeu todo o crédito por ter descoberto Zinka Milanov.